# Комуне (Бреша)
Комуне је насеље у Италији у округу Бреша, региону Ломбардија.
Према процени из 2011. у насељу је живело 36 становника. Насеље се налази на надморској висини од 145 м.